# Synchlora rufidorsaria
Synchlora rufidorsaria là một loài bướm đêm trong họ Geometridae.